# Hahö
Hahö (korejsky 하회) je vesnice nacházející se v jihokorejské provincii Severní Kjongsang, zhruba 20 km západně od města Andongu. Leží na pravém břehu řeky Nakdong, její korejský název se dá volně přeložit jako „obec obklopená vodou“. Její stáří je přibližně 600 let a celá je velmi dobře zachovaným příkladem typické korejské klanové vesnice. Kromě historické architektury a specifického urbanismu přizpůsobeného blízké řece spočívá jedinečnost osady i v tom, že zdejší obyvatelé dodnes dodržují mnohé z lokálních lidových tradic. Od roku 2010 je společně s obcí Jangdong součástí světového kulturního dědictví UNESCO.